# يوسي ياسكيلاينن

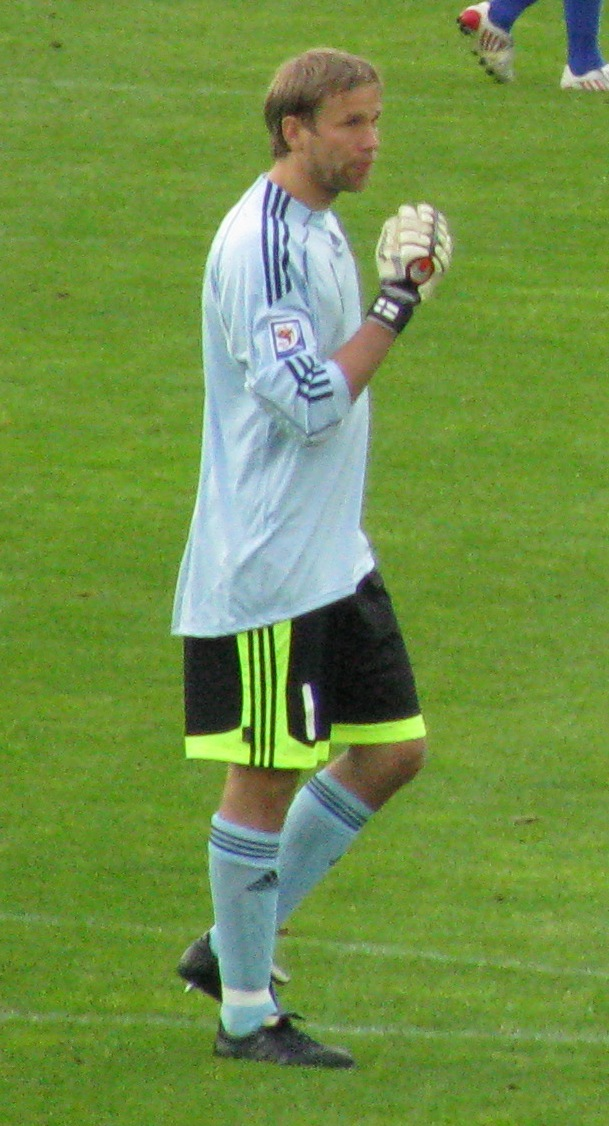
يوسي ياسكيلاينن

يوسي ياسكيلاينن (بالفنلندية: Jussi Jääskeläinen) من مواليد 19 ابريل 1975 في ميكيلي، فنلندا. ياسكيلاينن هو لاعب كرة قدم فنلندي بدأ مسيرته الكروية مع نادي ميكيلي في موسم 1994/1995، وشارك معهم في 64 مباراة، وفي موسم 1996/1997 انتقل إلى نادي فآسا ولعب معهم 54 مباراة، ومنذ عام 1997 وهو يلعب مع نادي بولتون الإنجليزي ويلعب يوسي مع منتخب فنلندا لكرة القدم منذ عام 1998.

## روابط خارجية
- يوسي ياسكيلاينن على موقع الاتحاد الدولي (مؤرشف)  (الإنجليزية)
- يوسي ياسكيلاينن على موقع الاتحاد الأوربي (الإنجليزية)
- يوسي ياسكيلاينن على موقع قاعدة بيانات كرة القدم.إي يو (الإنجليزية)
- يوسي ياسكيلاينن على موقع ناشيونال فوتبول تيمز (الإنجليزية)
- يوسي ياسكيلاينن على موقع Soccerbase.com (لاعب) (الإنجليزية)
- يوسي ياسكيلاينن على موقع Soccerway.com (الإنجليزية)
- يوسي ياسكيلاينن على موقع عالم كرة القدم.نت (الإنجليزية)
- يوسي ياسكيلاينن على موقع AS.com (الإسبانية)